# Figoni & Falaschi
Figoni & Falaschi est une entreprise française de carrosserie automobile de luxe et de prestige, fondée par Giuseppe Figoni & Ovidio Falaschi en 1935 à Boulogne-sur-Seine près de Paris, en activité de 1935 à 1955.

## Histoire
En 1923 Giuseppe Figoni (1892-1978, jeune immigré italien) se met à son compte, rue de l’Église à Boulogne-Billancourt, après un apprentissage de carrossier tôlier formeur, pour construire des voitures de compétition automobile et de records pour Alfa Romeo, Delage, et Delahaye, puis des carrosseries pour Ballot, Hotchkiss, Salmson, Talbot, Lancia, Hispano-Suiza, Bugatti, Bentley, Rolls-Royce, Duesenberg...
En 1935 il agrandit sa société en s'associant à son compatriote conseiller financier Ovidio Falaschi, avec qui il crée la Carrosserie Figoni & Falaschi. Il contribue à révolutionner les formes et le design des voitures sportives et de luxe de l'époque, avec ses prestigieux concurrents français Jacques Saoutchik, Henri Chapron, Jean Henri-Labourdette, Marcel Pourtout, Marius Franay, ou Letourneur & Marchand... en associant design, élégance, aérodynamisme, et flamboyance, avec un important succès international... 

Quelques carrosseries Figoni & Falaschi
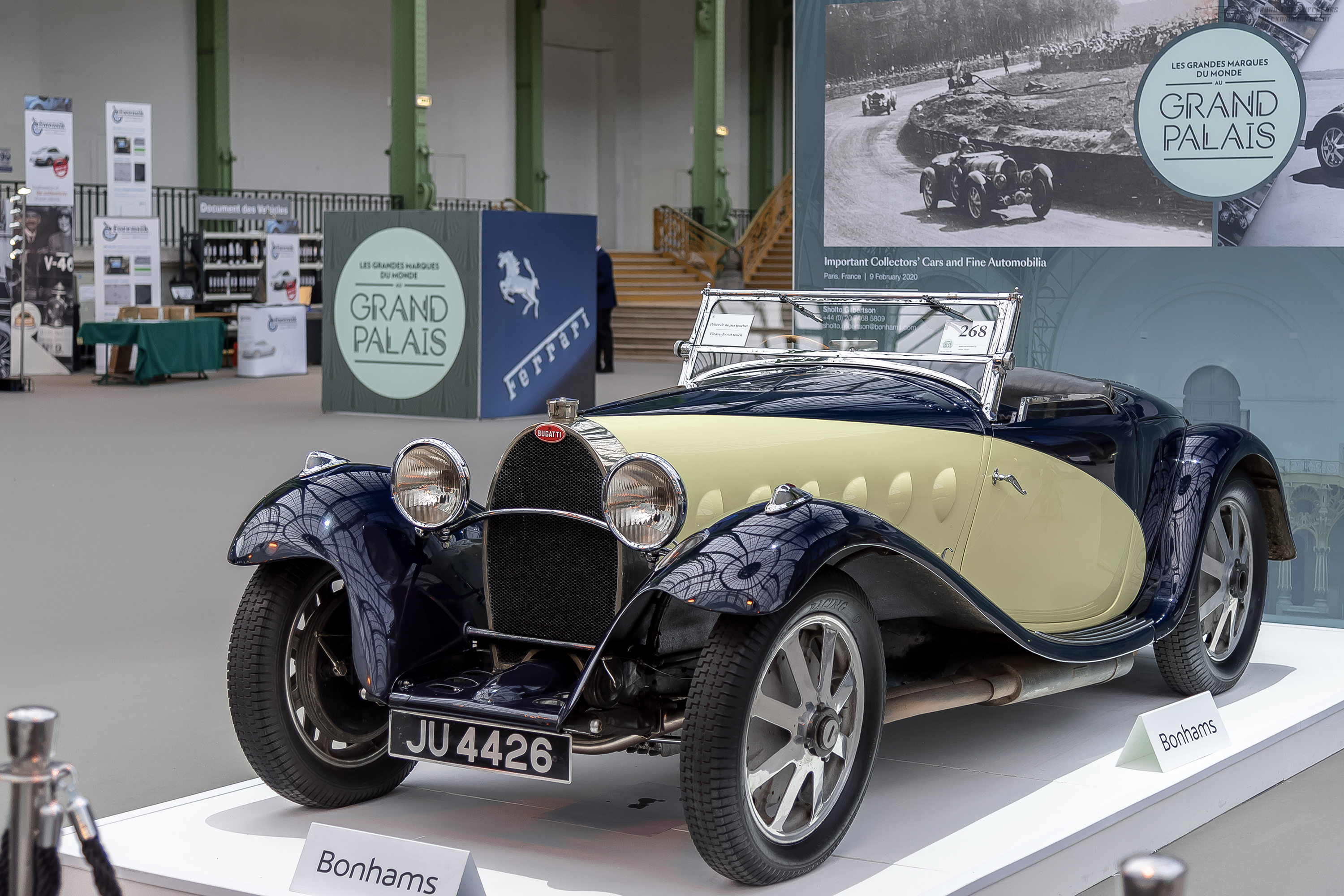
Bugatti 55 roadster par Giuseppe Figoni seul 1932
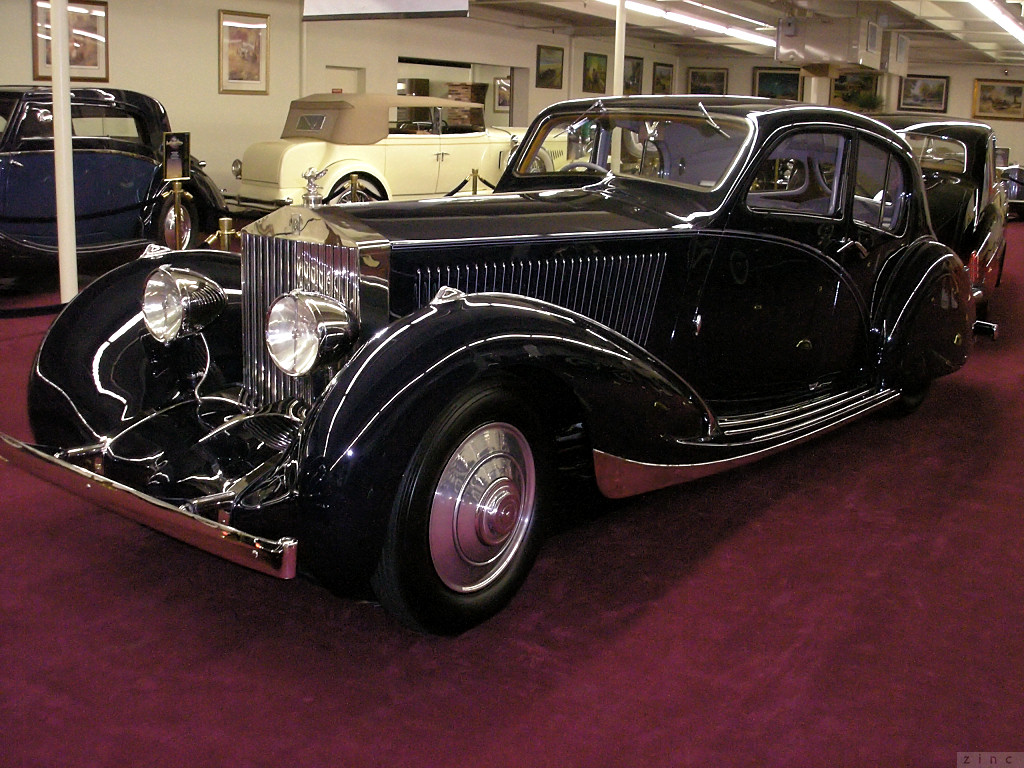
Rolls-Royce Phantom II 1932
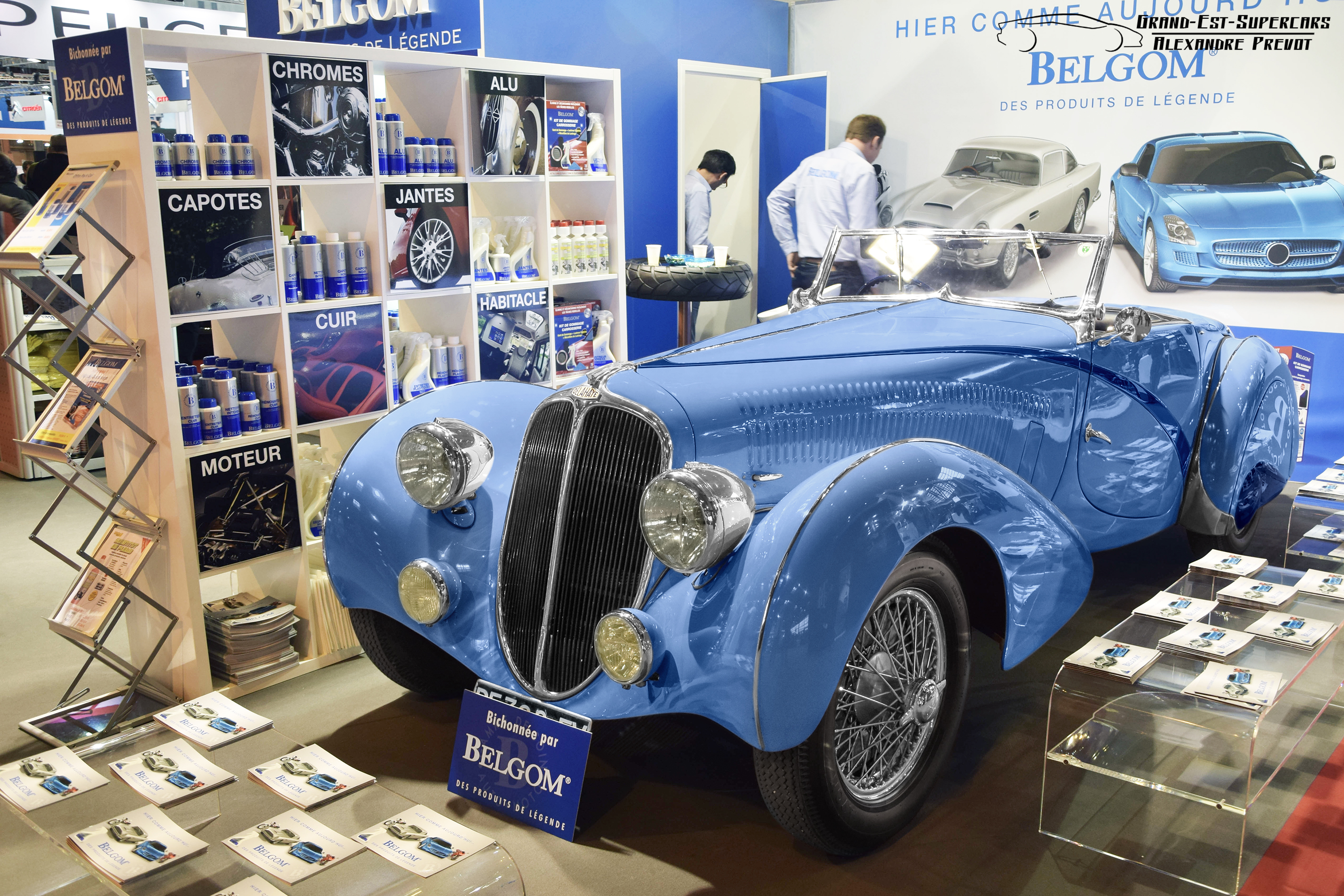
Delahaye Type 135 1936
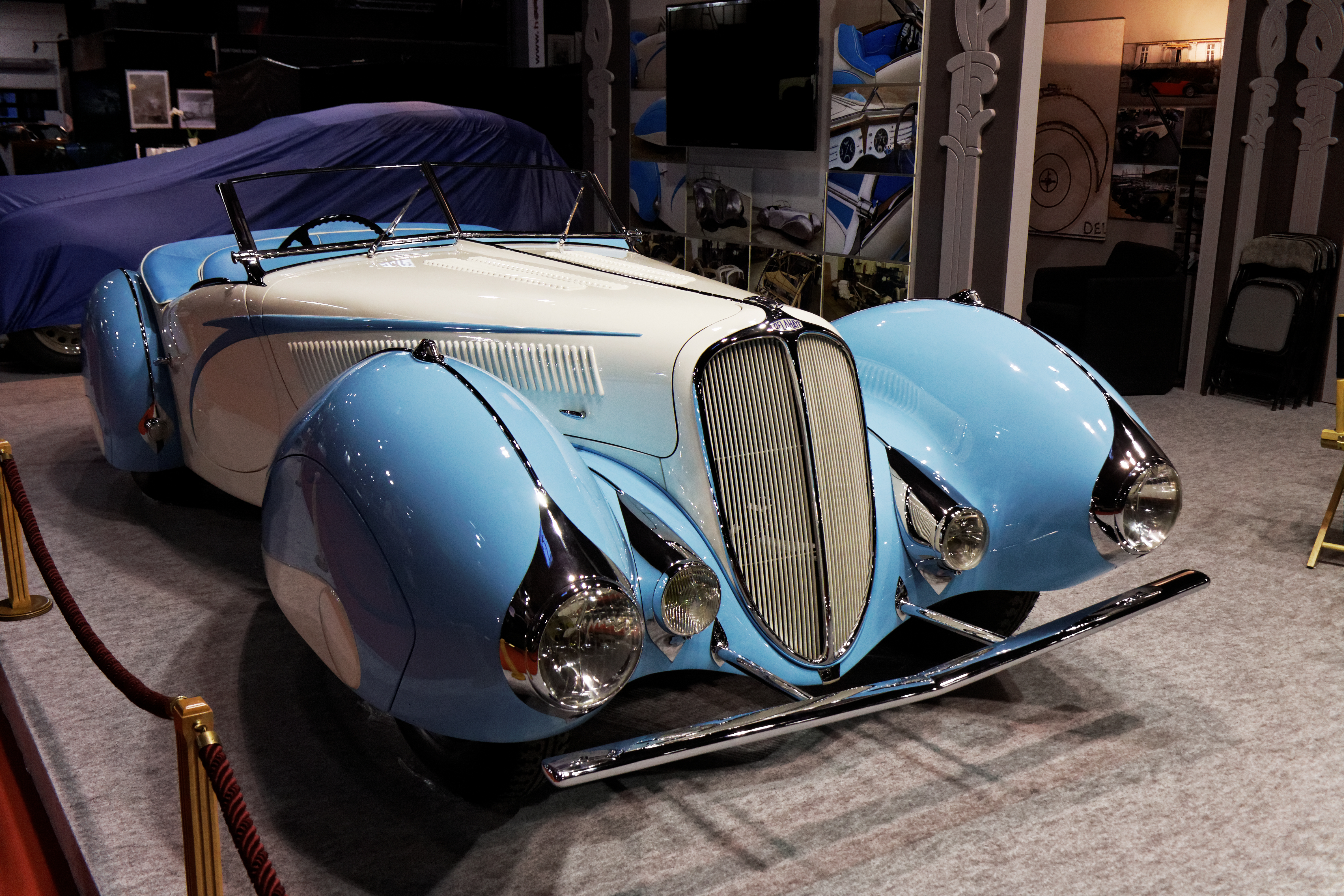
Delahaye Type 135 M 1935
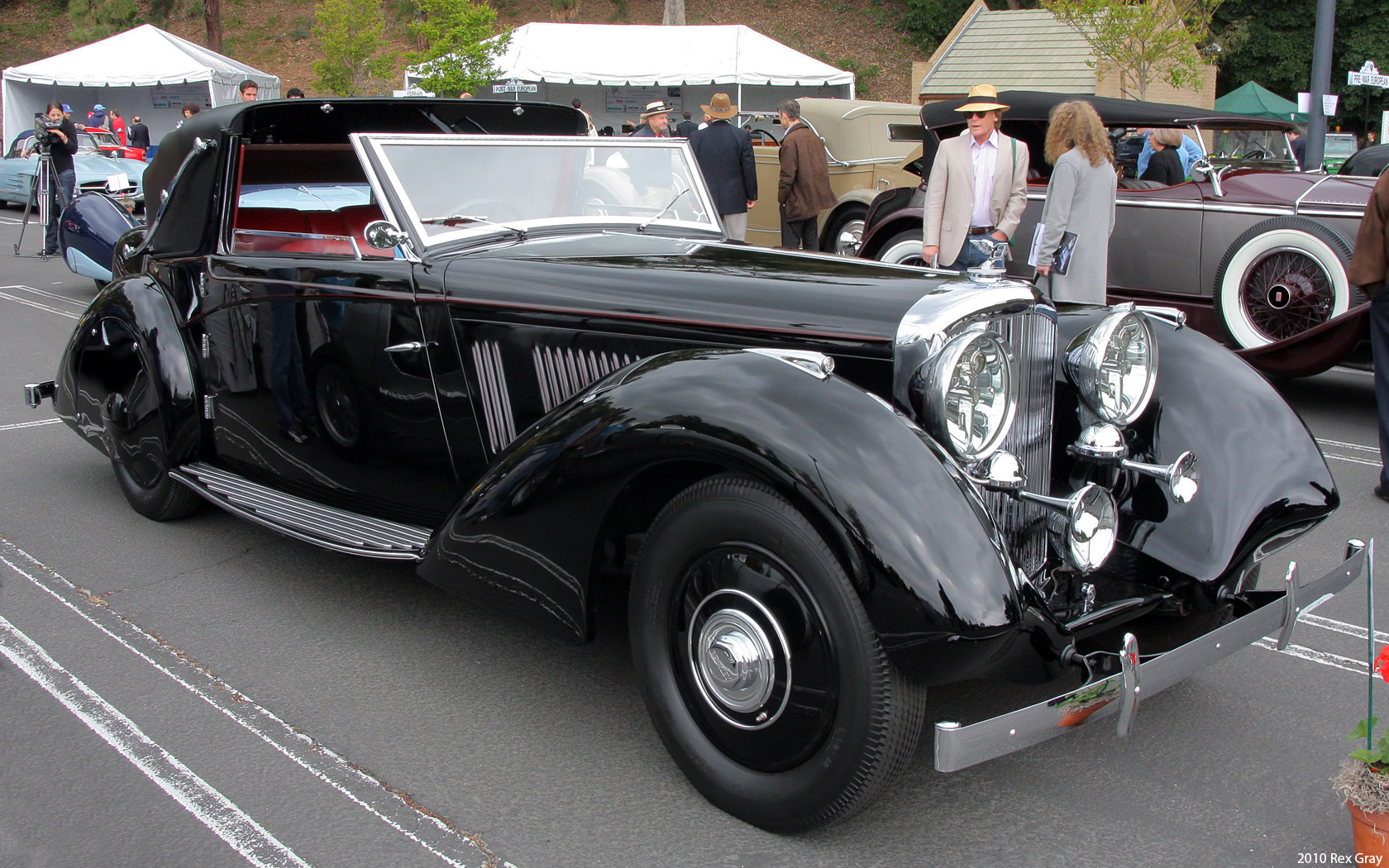
Bentley 3½ Litre 1936
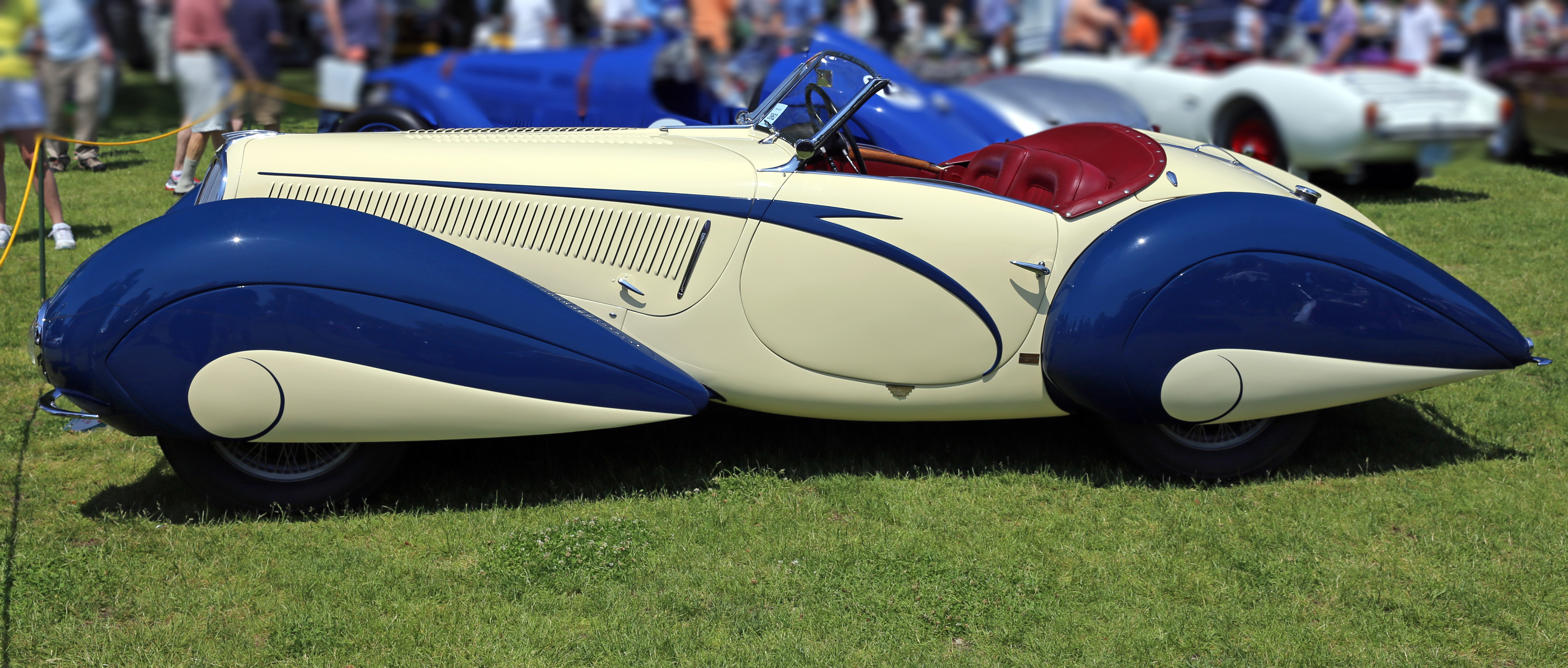
Delahaye Type 135 1937
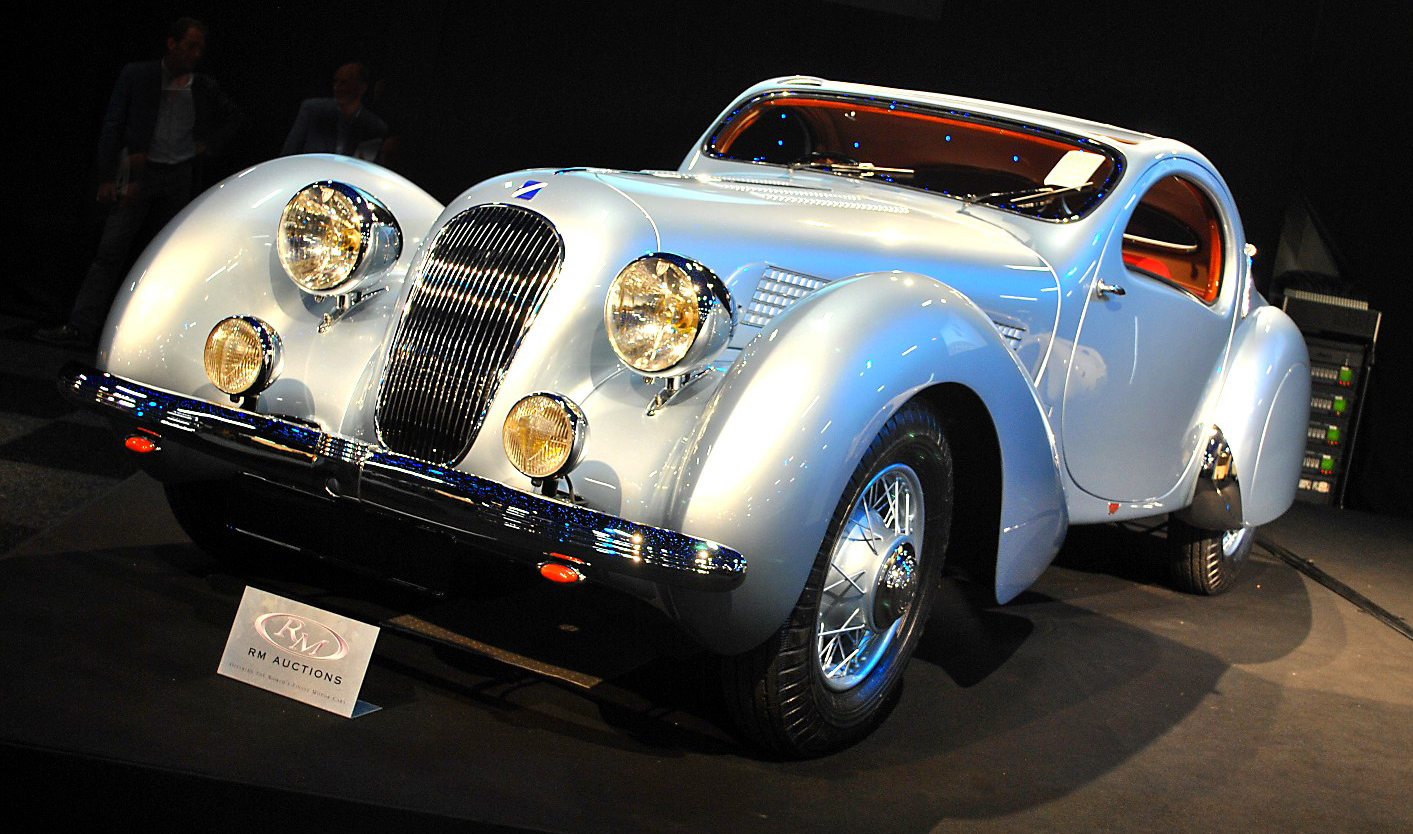
Talbot Lago T23 1938
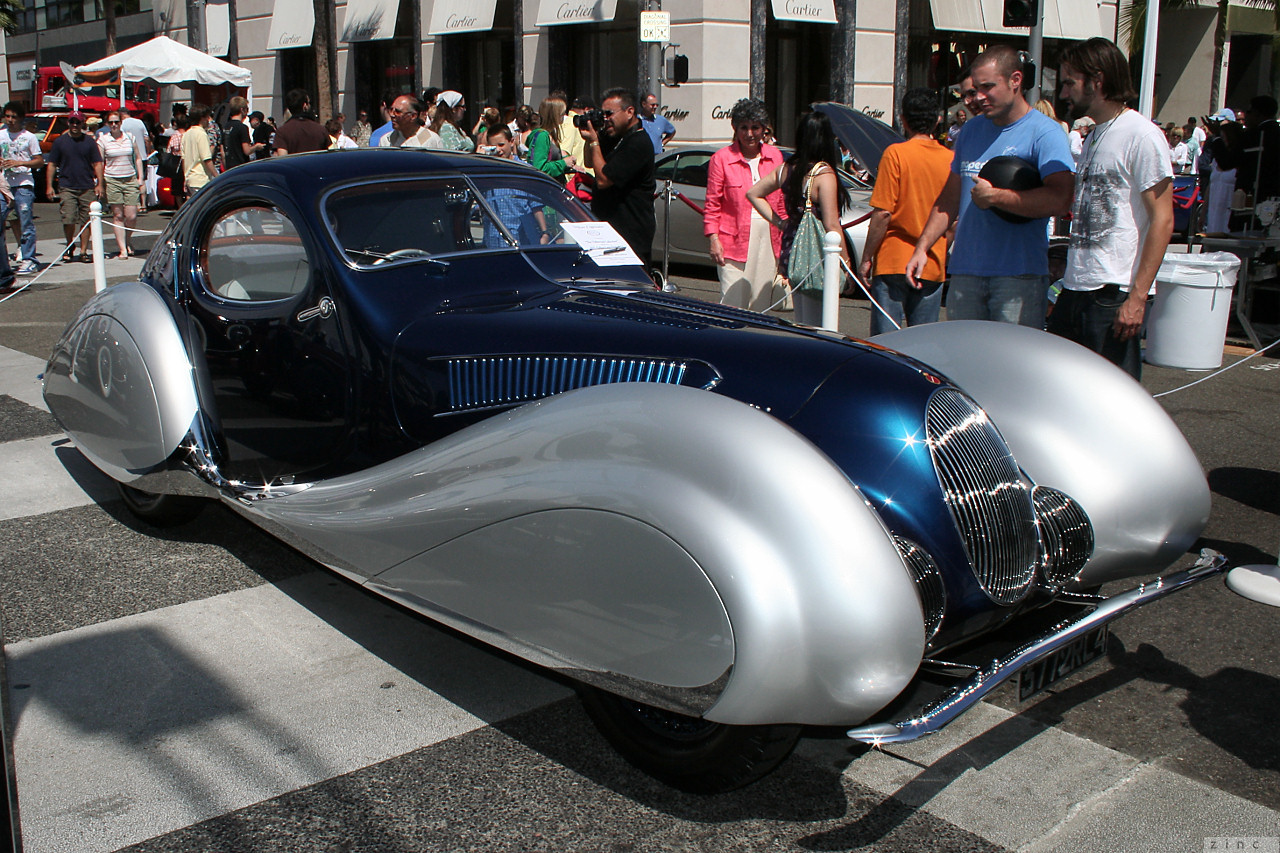
Talbot-Lago T150 SS « Goutte d’eau » intégrale 1937
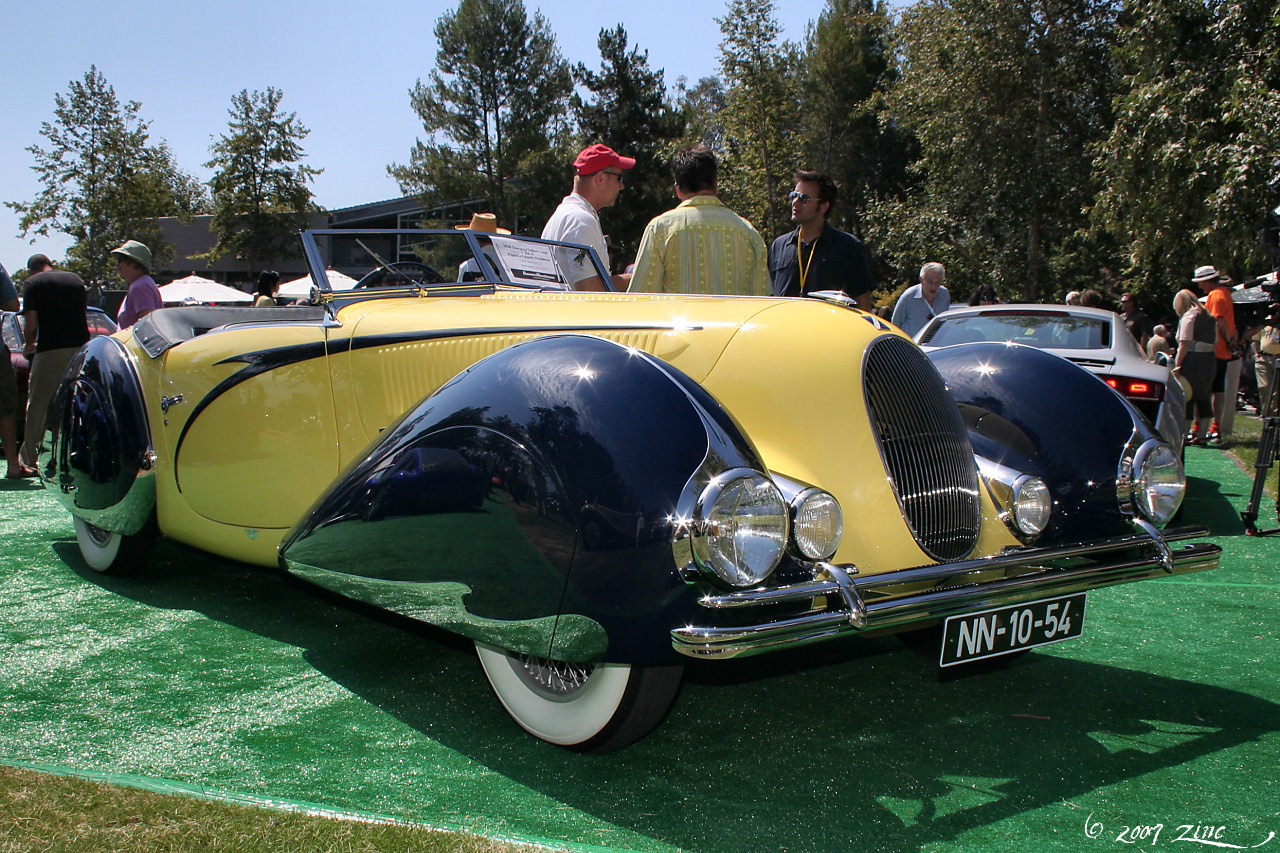
Darracq-Talbot-Lago T150 roadster 1938
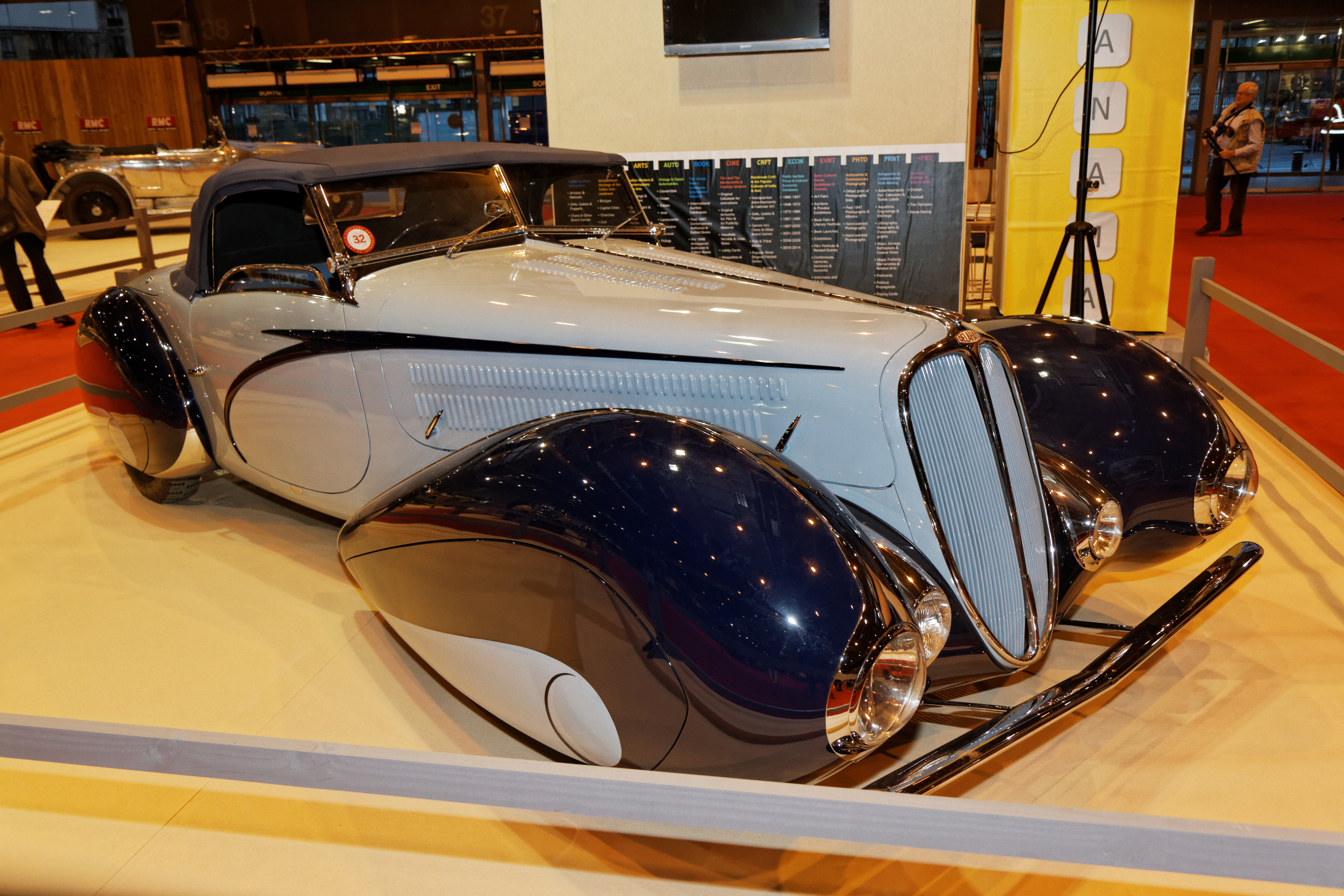
Delahaye Type 135 1938
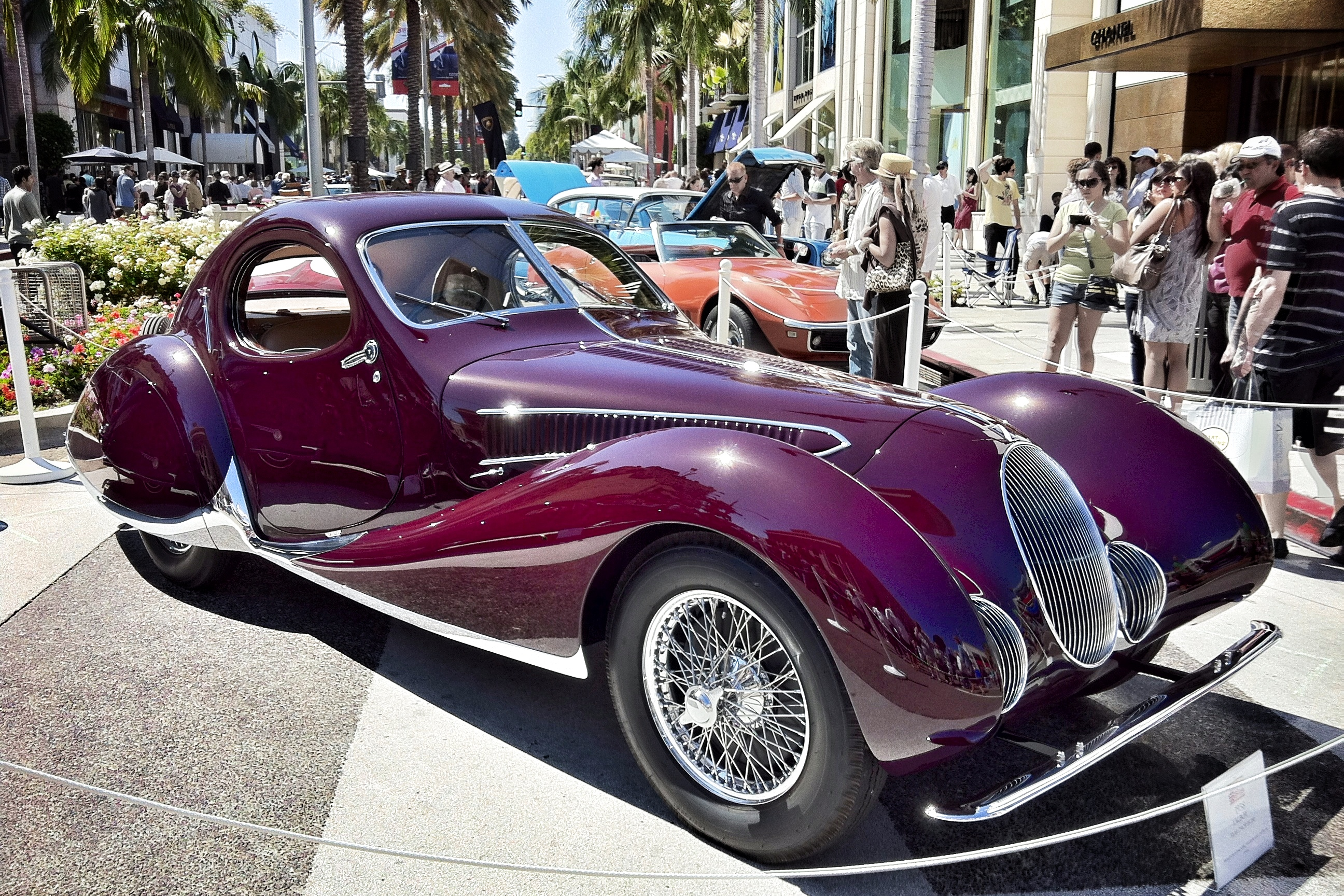
Talbot-Lago T150 SS « Goutte d’eau » 1938
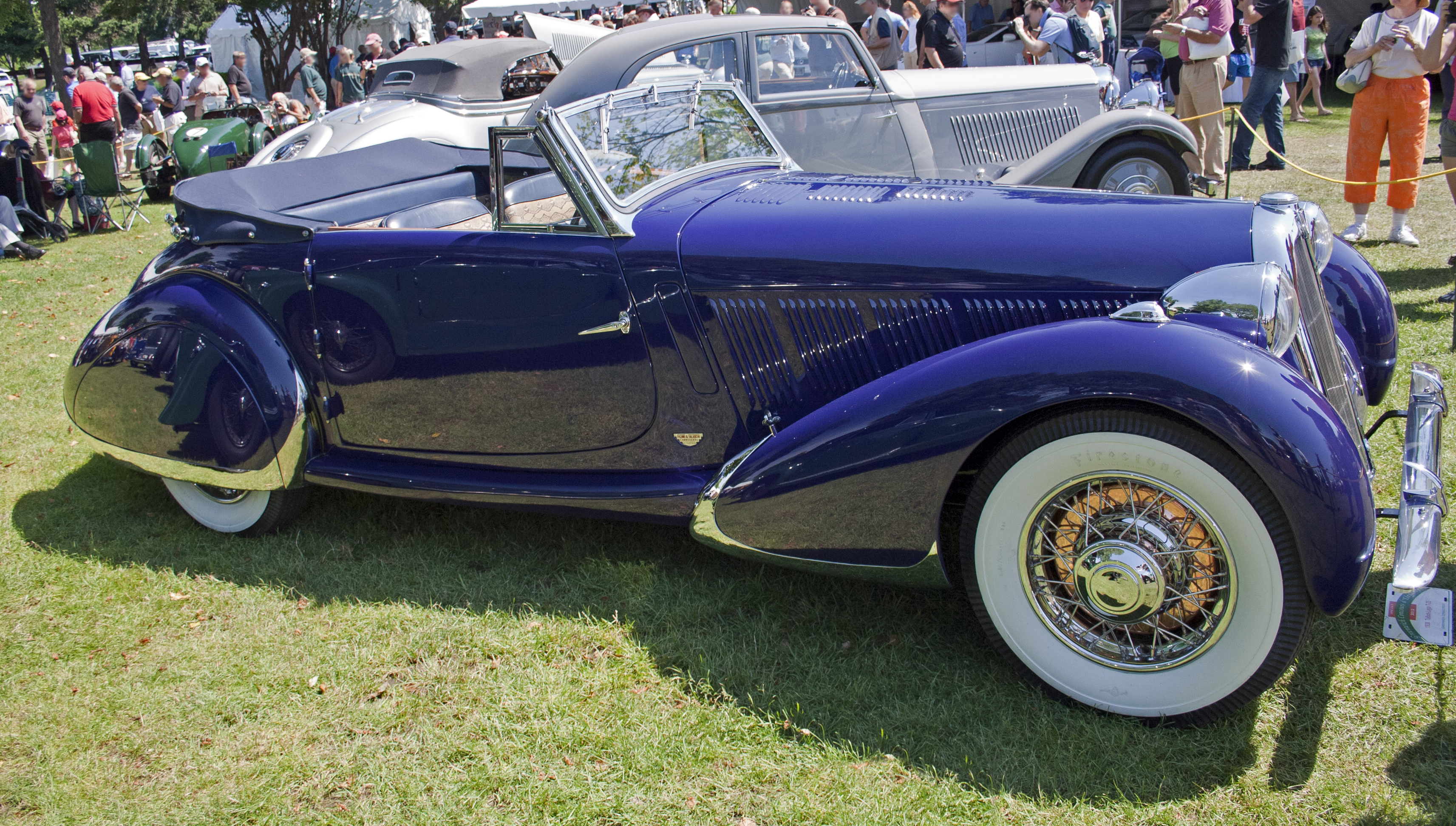
Talbot-Lago T23 1938
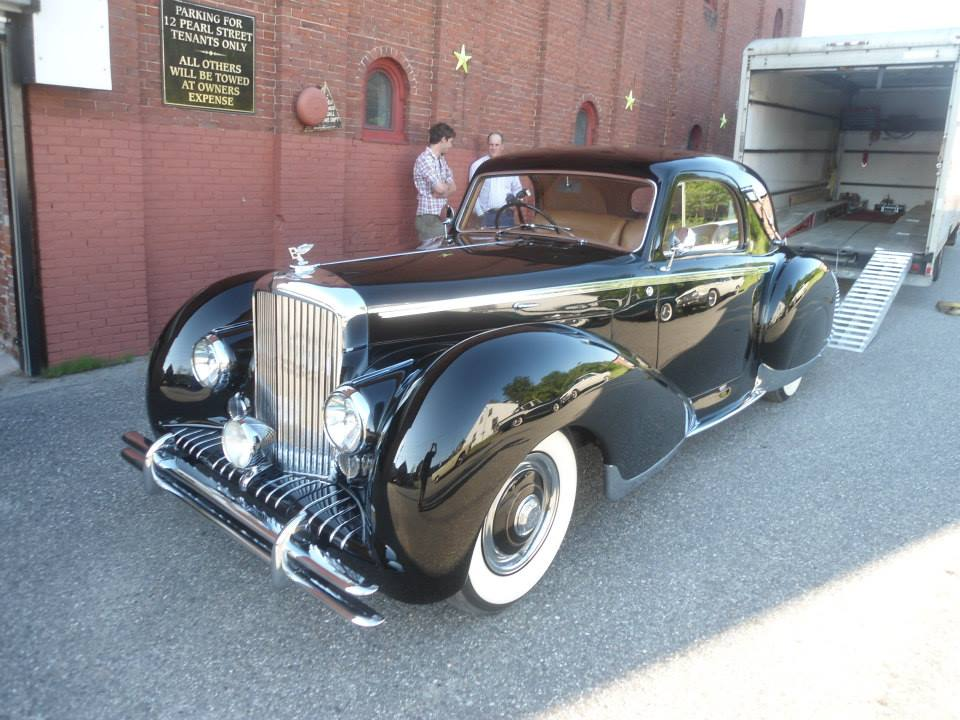
Bentley Mark VI 1947
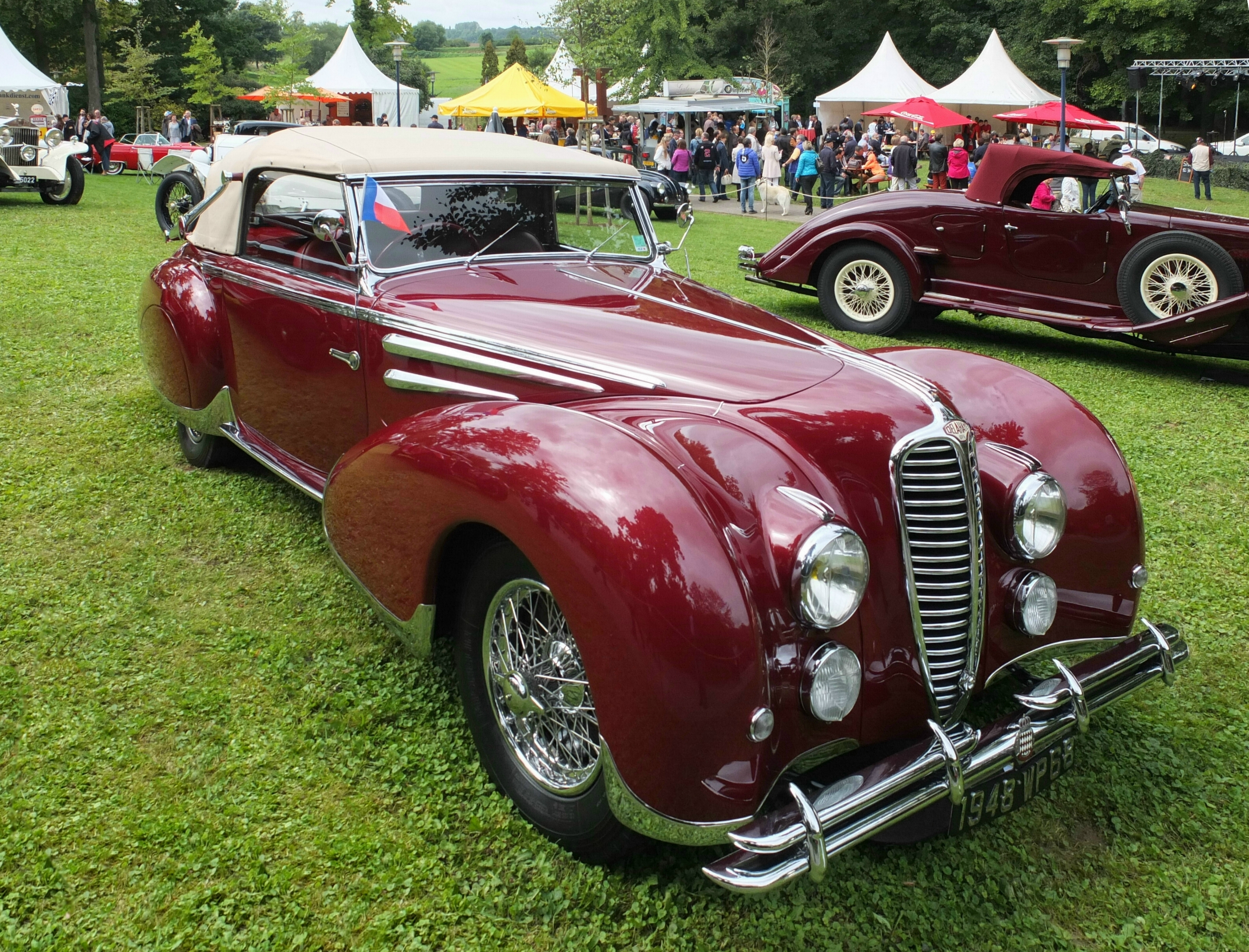
Delahaye Type 135 1948
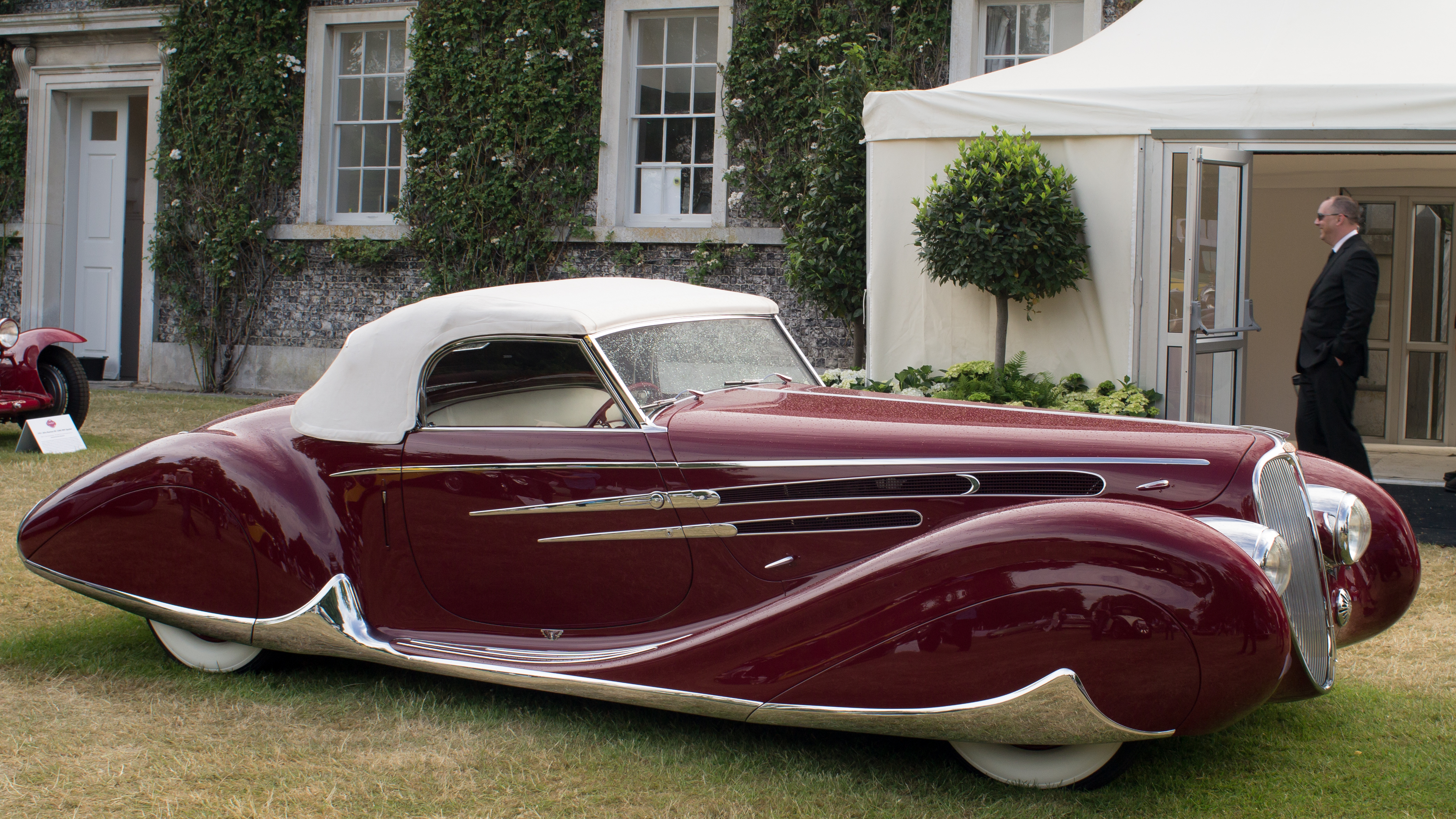
Delahaye Type 165 cabriolet 1939
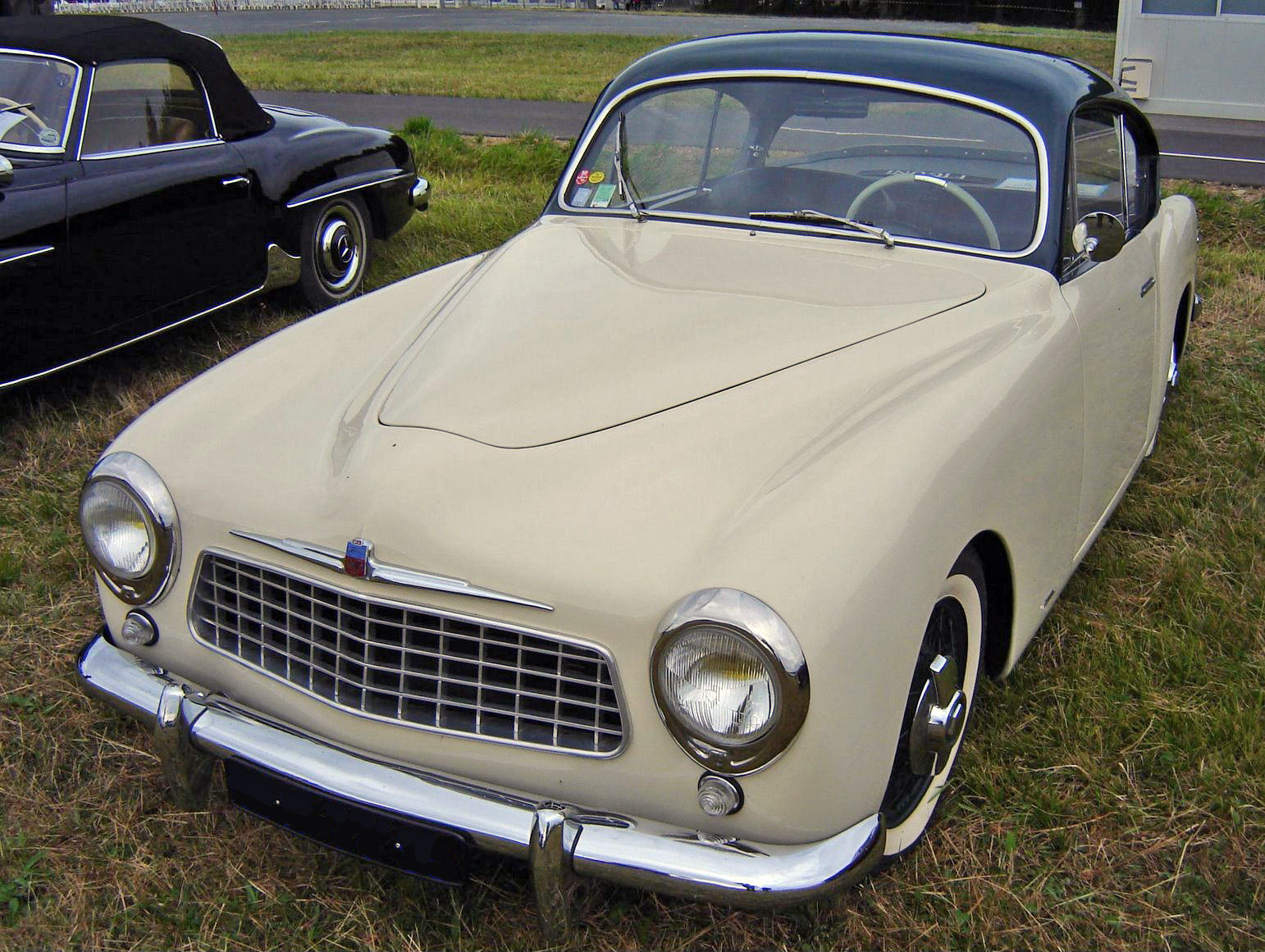
Simca Aronde Sport 1954

À la suite de l’effondrement du marché du luxe d'après-guerre, la société poursuit son activité un temps dans les carrosseries Simca, Renault, et Citroën, avant d’arrêter en 1955 (en même temps que celle du cabriolet Simca Aronde, qui avait succédé aux Delahaye Type 235) pour se consacrer à l'entretien de ses voitures pendant quelques années avant de devenir finalement agent Lancia en 1961, puis concessionnaire en 1975.

## Quelques modèles
En 1936 Figoni & Falaschi conçoit une série de berlinettes « Goutte d'eau » (Delahaye Type 135, Talbot-Lago T150 C SS) et de cabriolets carénés, tous leurs dessins seraient signés à l'origine par Géo Ham. 
Après la Seconde Guerre mondiale, Figoni & Falaschi conçoit le cabriolet Delahaye Type 135 « Narval »  (appelé ainsi à cause de son avant rappelant le cétacé) acheté par Charles Trenet. 